# شتورکاو (وایسنفلس)
شتورکاو (به آلمانی: Storkau) یک منطقهٔ مسکونی در آلمان است که در وایسنفلس واقع شده‌است. شتورکاو ۵۷۴ نفر جمعیت دارد.